# Federico Baldissera Bartolomeo Cornaro
Federico Baldissera Bartolomeo Cornaro (Veneza, 16 de novembro de 1579 - Roma, 5 de junho de 1653) foi um cardeal do século XVII

## Biografia
Nasceu em Veneza em 16 de novembro de 1579. Pertenceu ao ramal da linha de S. Paolo. O mais velho dos onze filhos do Doge Giovanni Cornaro, procurador de S. Marco, e Chiara Delfino. Os outros irmãos eram Francesco (doge de Veneza); Marcantonio (bispo de Pádua); Luigi; Giorgio (um bandido morto em Ferrara); Cornélia; e cinco freiras. Seu primeiro nome também está listado como Federico Baldissera Bartolomeo; e seu sobrenome como Corner. Sobrinho do cardeal Francesco Cornaro, iuniore (1596). Sobrinho-neto dos cardeais Luigi Cornaro (1551) e Federico Cornaro , seniore , OSIo.Hieros. (1585). Tio-avô do cardeal Giorgio Cornaro (1697). Outros cardeais da família foram Marco Cornaro (1500); Francesco Cornaro , sênior (1527); Andrea Cornaro (1544). O cardeal Giovanni Cornaro (1778) pertencia ao ramo San Maurizio da família.
Estudos iniciais em Roma sob os cuidados de seu tio cardeal; após sua morte em 1598, ele voltou para Veneza; depois estudou na Universidade de Pádua, onde obteve o doutorado em direito canônico em 1602..
Regressou a Roma em 1602 e tornou-se clérigo da Câmara Apostólica nesse mesmo ano, durante o pontificado do Papa Clemente VIII (1) . Grande Prior de Chipre. Governador de Civitavecchia, 24 de setembro a dezembro de 1607..
Eleito bispo de Bergamo, mantendo o clérigo da Câmara Apostólica, em 23 de fevereiro de 1623. Consagrado, em 9 de abril de 1623, Capella sacrarii apostolici , basílica patriarcal do Vaticano, Roma, pelo cardeal Marcantonio Gozzadini, coadjuvado por Agostino Morosini, arcebispo titular de Damas, e por Giovanni Benini, arcebispo titular de Adrianopli. Entrou na diocese em 21 de dezembro de 1623. Na primavera de 1624, iniciou a sacra visita da diocese, que completou em dois anos..
Criado cardeal sacerdote no consistório de 19 de janeiro de 1626; recebeu o gorro vermelho e o título de S. Maria em Traspontina, em 22 de junho de 1626. Voltou de Roma a Bérgamo em 22 de março de 1626. Sua promoção ao cardinalato produziu uma turbulência política em Veneza porque a república proibia os filhos de um doge para aceitar nomeações papais. Eventualmente, o senado aprovou a promoção, mas nunca suas nomeações para as sedes de Vicenza e de Pádua. Transferido para a sede de Vicenza, em 7 de setembro de 1626, sem prévia aprovação do senado veneziano, o que gerou novas dificuldades. Optou pelo título de S. Cecília, em 15 de novembro de 1627. Optou pelo título de S. Marco, em 26 de abril de 1629. Transferido para a sede de Pádua, em 30 de abril de 1629; a nomeação novamente gerou discussão sobre sua inconstitucionalidade; o doge, pai do cardeal, ofereceu-se para renunciar ao cargo; o Senado cedeu para evitar os problemas de uma eventual sucessão. Eleito pelo Senado para a sé patriarcal de Veneza por 86 votos contra 54. Promovido ao patriarcado de Veneza pelo papa, em 11 de junho de 1631; entrou na Sé em 1632. Construiu o seminário, que havia sido demolido para construir a basílica de S. Maria della Salute; reorganizou o arquivo patriarcal; construiu um oratório sob a invocação de S. Ivo, padroeiro dos pobres; restaurou uma academia para a formação de jovens nobres, fundada por seu antecessor, que por causa da peste, havia sido abandonada; promoveu a formação e a disciplina do clero; o decoro da sagrada liturgia e das veneráveis celebrações. Camerlengo do Sacro Colégio dos Cardeais, substituindo o falecido Cardeal Berlingherio Gessi, em 11 de abril de 1639;proprio nomine , 9 de janeiro de 1640 até 7 de janeiro de 1641. Renunciou ao governo do patriarcado antes de 13 de junho de 1644, por causa da idade e doença (podagra). Foi residir em Roma. Participou do conclave de 1644, que elegeu o Papa Inocêncio X. Optou pelo título de S. Maria in Trastevere, em 19 de novembro de 1646. Em 1647, ergueu a capela de S. Teresa na igreja de S. Maria della Vittoria, Roma, onde construiu seu túmulo. Optou pela ordem dos cardeais bispos e pela sé suburbicária de Albano, em 29 de abril de 1652. Prefeito da SC de Ritos e Cerimônias de 29 de abril de 1652 até 31 de março de 1653..
Morreu em Roma em 5 de junho de 1653. Sepultado na capela de S. Teresa, conhecida como Capela Cornaro, na igreja de S. Maria della Vittoria, em Roma, onde existe um mausoléu adornado com os bustos dos seis cardeais da família. Em testamento, deixou 30.000 escudos ao SC da Propaganda Fide (2) . No lado esquerdo da igreja do Collegio de Propaganda Fide foi colocado um busto de mármore branco em memória do cardeal. Cardeal Angelo Maria Quirini, OSBCas., em sua Tiara et purpura Veneta: ab anno MCCCLXXIX ad annum MDCCLIX. serenissimae Reipublicae Venetae, uma civitate Brixiae dicata (Brixiae: Excudebat Joannes-Maria Rizzardi, 1761), escreveu uma longa biografia do cardeal..